# Sympetrum obtrusum

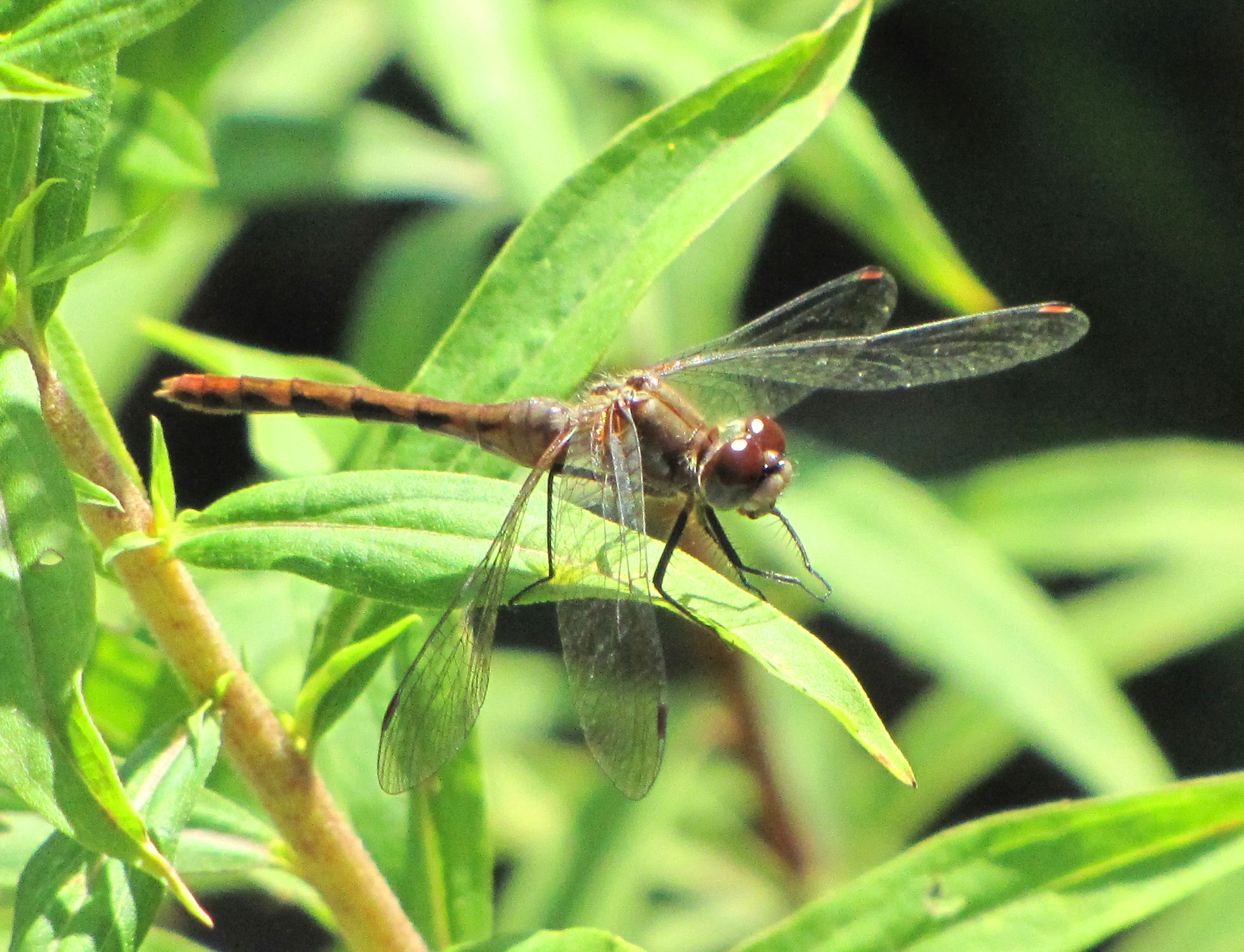
Con cái lớn

Sympetrum obtrusum là một loài chuồn chuồn thuộc chi Sympetrum. Nó được tìm thấy ở bắc Hoa Kỳ và nam Ontario. Con đực có mặt trắng và thân đỏ.

## Hình ảnh

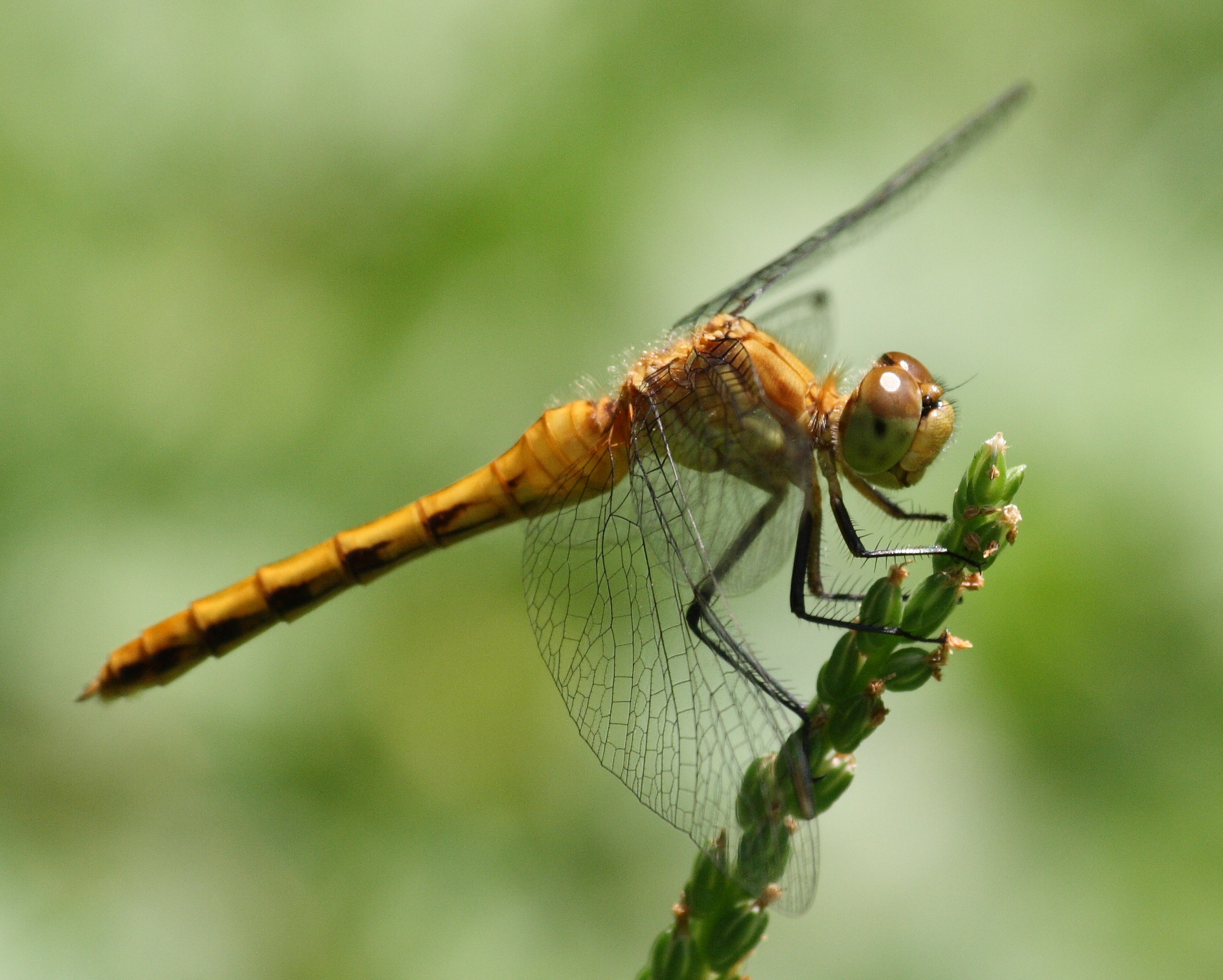
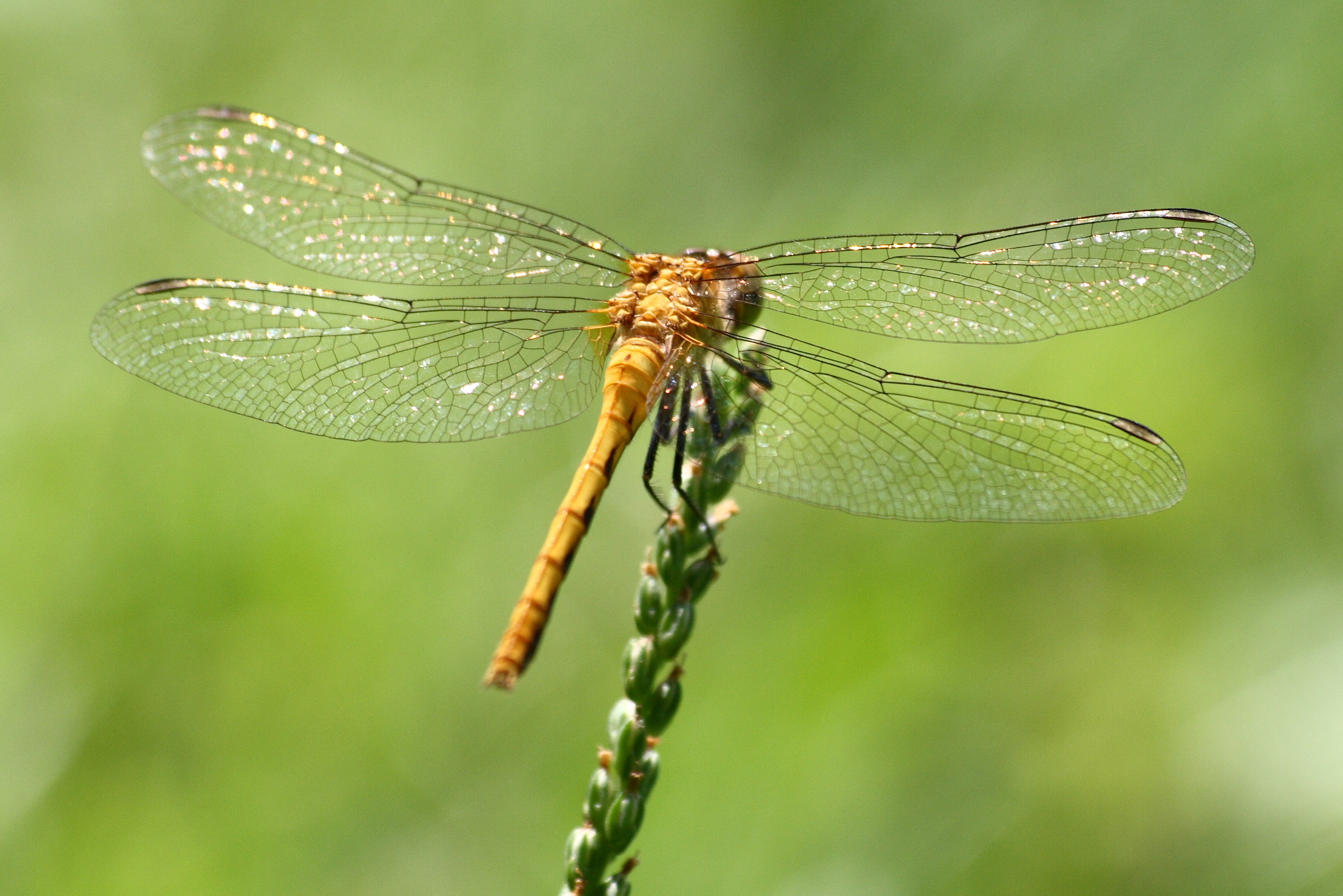
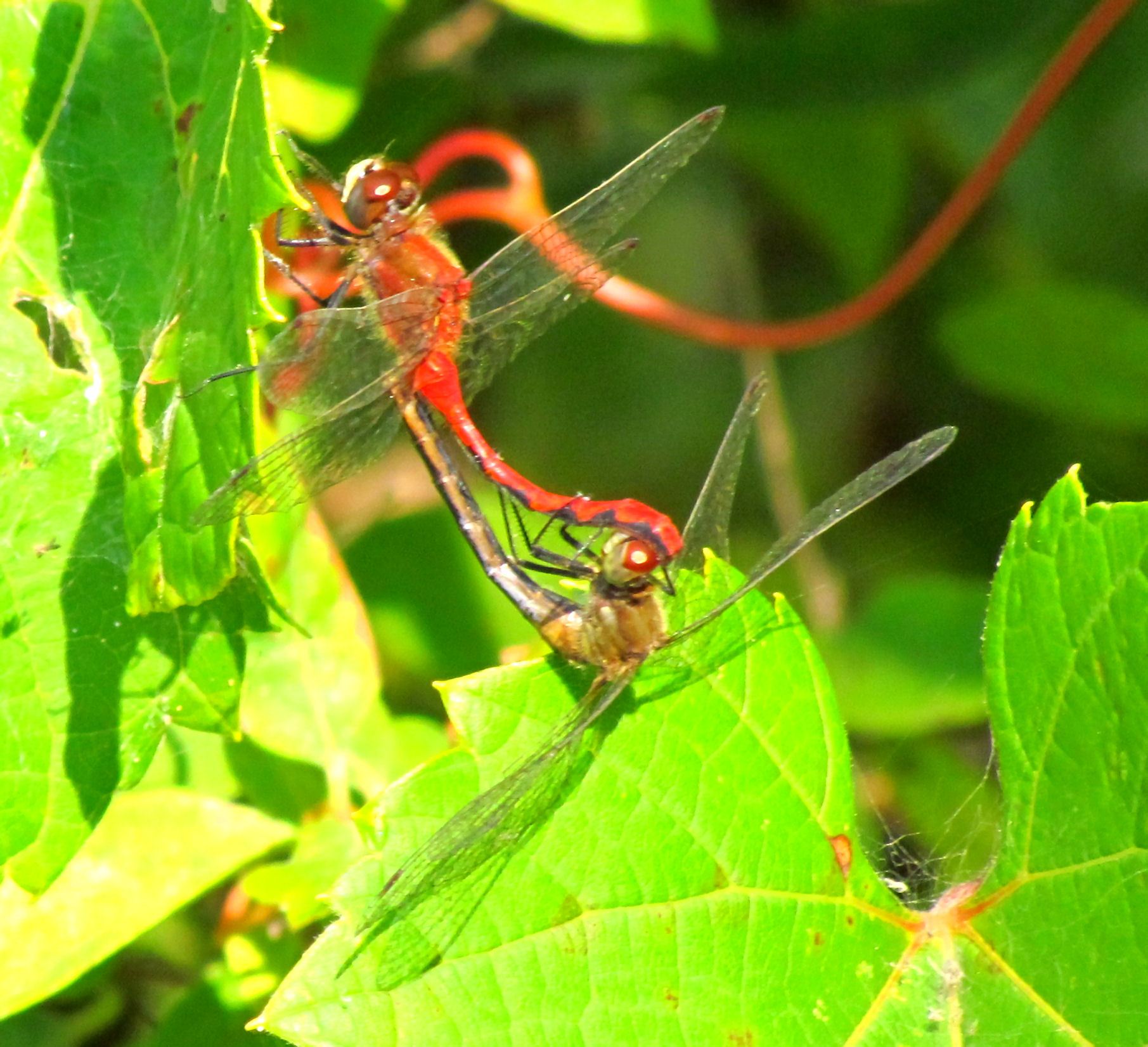
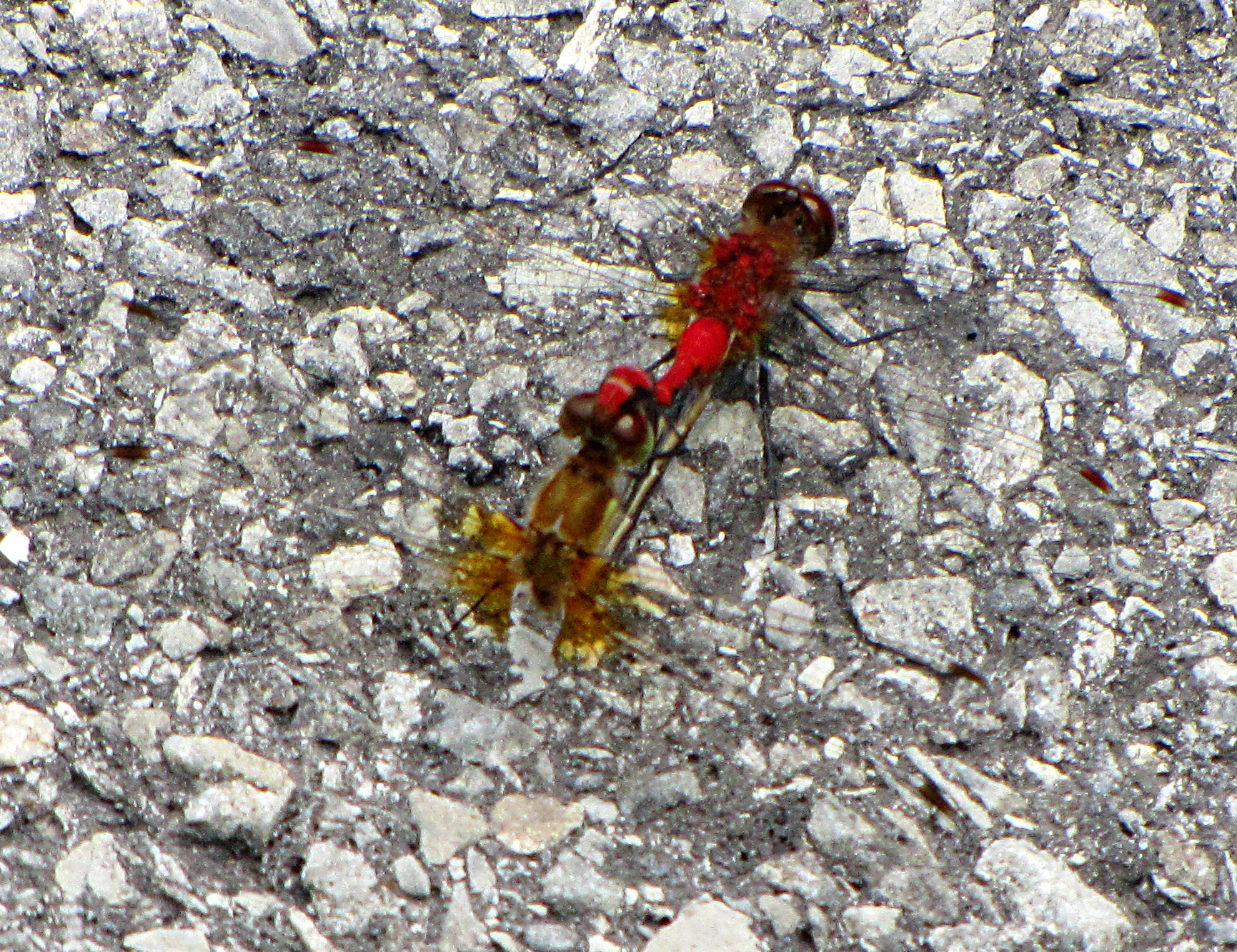

## Loài tương tự
- Sympetrum internum – Cherry-faced Meadowhawk
- Sympetrum rubicundulum – Ruby Meadowhawk